# Selimchan Alikojewitsch Muzojew
Selimchan Alikojewitsch Muzojew (russisch Зелимхан Аликоевич Муцоев; * 13. Oktober 1959 in Tiflis, Georgische SSR) ist ein russischer Politiker und Oligarch.

## Werdegang
Muzojew fuhr nach seinem Schulabschluss als Kipper auf Baustellen und gründete in den späten 1980er Jahren einen Bekleidungshersteller.
Anfang der 1990er Jahre zog Muzojew nach Moskau. Von 1991 bis 1993 war er Direktor der Moskauer Niederlassung der Vereinigung für Außenwirtschaftsbeziehungen kleiner und mittlerer Unternehmen, die sich um die Lieferung von Waren in die Gebiete der ehemaligen UdSSR kümmerte.
1998 wurde Muzojew Miteigentümer von Pervouralsk, einer Fabrik, die Rohre herstellt. Im Jahr 2004 verkaufte er seinen Anteil an das Stahlrohrunternehmen ChTPZ Group des Milliardärs Andrej Komarow.
Im Februar 2013 kauften er und Gawril Juschwajew für 3,6 Milliarden US-Dollar einen 38-prozentigen Anteil von Michail Prokhorow am russischen Goldproduzenten Polyus Gold. Im August 2013 schien dieser Erwerb ein Problem für Muzojew zu sein, da ein neues Gesetz verabschiedet wurde, das Mitgliedern der russischen Regierung den Besitz von Vermögenswerten im Ausland verbietet. Muzojew ist seit 1999 Mitglied der Staatsduma. Um das Gesetz zu umgehen, behauptete er, er habe seine 18,5-prozentige Beteiligung an dem Unternehmen an seinen Bruder verkauft.
Im Dezember 1999 wurde er zum Abgeordneten der dritten Staatsduma gewählt. In den Jahren 2003, 2007, 2011, 2016 und 2021 wurde er für die 4., 5., 6., 7. bzw. 8. Staatsduma wiedergewählt. Im Jahr 2010 kaufte Muzojew über den russischen Düngemittelhersteller Uralkali  eine Beteiligung an Silwinit von Pjotr Kondraschew. Seine Beteiligung an Uralkali verkaufte er 2013.
Die Familie von Muzojew ist über die Regions Group an zahlreichen russischen Einkaufszentren beteiligt.

## Kontroverse
Im Jahr 2008 beschuldigten die Eigentümer des Hotels Rus in Kiew Muzojew, sich ihr Eigentum widerrechtlich angeeignet zu haben. Obwohl er alle Anschuldigungen zurückwies, wurden später Dokumente aufgedeckt, die die Beteiligung der Familie Muzojew an der Plünderung des ukrainischen Hotels bewiesen.

## Vermögen
Im August 2022 schätzte Forbes sein Vermögen auf 1Milliarde US-Dollar.